# Home Building Association Bank
El Home Building Association Bank (o Banco de la Asociación de Construcción de Viviendas) es un edificio histórico ubicado en 1 North Third Street en Newark, Ohio, diseñado por el notable arquitecto de Chicago Louis Sullivan. Uno de los tres edificios para bancos diseñados por Sullivan en 1914, los otros dos, situados en Grinnell, Iowa y en West Lafayette, Indiana. Para este proyecto, el arquitecto partió de una parcela estrecha, pero hizo el edificio más grande al construirlo con dos pisos de altura, algo que normalmente no hacía en sus bancos. 
El edificio Louis Sullivan de Newark ha adornado la Plaza del Palacio de Justicia durante más de un siglo en One North Third Street. Construido en 1914, abrió sus puertas el 25 de agosto de 1915 como sede del Banco de la Asociación de Construcción de Viviendas, comúnmente conocida como "The Old Home". Uno de los ocho bancos diseñados por el notable arquitecto estadounidense Louis Sullivan, es a la vez un tesoro nacional y una pieza del patrimonio arquitectónico del centro de Ohio. A través de los años, el Edificio Sullivan también fue sede de una carnicería, una joyería y, finalmente, una heladería. Con cada nuevo inquilino se modificó el interior, pero la importancia histórica y arquitectónica del edificio nunca cambió. En 1973, se incorporó en el Registro Nacional de Lugares Históricos. 
En 2013, el edificio fue donado generosamente a la Fundación del Condado de Licking por un oriundo de Newark, Stephen Jones. Desde principios de 2014, la Fundación del Condado de Licking y un equipo de voluntarios de la comunidad, conocido como Equipo Sullivan, han estado trabajando para desarrollar un plan para la restauración y reutilización del Edificio Louis Sullivan de Newark. El objetivo ha sido crear un espacio valioso que sea financieramente autosuficiente y abierto para que el público disfrute, celebre y estudie. Hoy, el equipo continúa trabajando con ese objetivo en mente creando un nuevo hogar para Explore Licking County. 
Historia
• Construido en 1914: uno de los ocho bancos comunitarios diseñados por el notable arquitecto Louis Sullivan. 
• 25 de agosto de 1915: The Home Building Association Company abre su nueva oficina en 1 North Third Street. 
• 1928: The Home Building Association Company se une con Franklin National Bank para convertirse en Union Trust Company. 
• 1942: Union Trust Company se fusiona con First National Bank. Edificio Sullivan vendido a William Camlin. 
• 1943-1946: el mercado de carne sanitaria ocupa el edificio. 
• 1946-1973: Symon's Best Jewelry Company ocupa el edificio. 
• 1973: El edificio se incorpora al Registro Nacional de Lugares Históricos. 
• 1979-1983: Mutual Federal Savings and Loan Association ocupa el edificio. 
• 1984-2007: la heladería de Tiffany ocupa el edificio. 
• 2013: Edificio donado a la Fundación del Condado de Licking por Stephen Jones y comienza la planificación para la conservación. 
El esquema de color elegido en esta ocasión, se desvía de su superficie normal de tapiz de ladrillo rojo-marrón. En cambio, el edificio está cubierto con losas de terracota gris verdosas que están bordeadas con diseños típicos de contornos Sullivanescos. La ornamentación incluía un león alado bastante similar a los que se encuentran en Cedar Rapids, Grinnell y Sidney. Se hace poca mención en la literatura sobre Sullivan de por qué estas criaturas pueblan sus bancos. 
También es inusual el hecho de que Sullivan incluye su nombre en el mosaico de azulejos sobre la puerta principal. 
Fue agregado al Registro Nacional de Lugares Históricos el 2 de julio de 1973.
El edificio fue donado a la Fundación del Condado de Licking en diciembre de 2013. La Fundación del Condado de Licking tiene la intención de restaurar el edificio, y cuando se complete la renovación, Explore Licking County, la oficina de convenciones y visitantes del área, se mudará al edificio.
Dando nueva vida a "The Old Home". . .
• A principios de 2014: el "Equipo Sullivan", un grupo de trabajo de líderes locales, se forma para proporcionar orientación estratégica. 
• 11 de noviembre de 2014: una jornada de puertas abiertas reintroduce el Edificio Sullivan en la región y posibles socios y donantes del programa. 
• 25 de abril de 2015: Young Ohio Preservations, un afiliado voluntario de patrimonio de Ohio, recorrió el edificio Sullivan y diseñó un programa para su reutilización. 
• 2 de mayo de 2015: los estudiantes adultos de arte de Granville Studio of Visual Art exhibieron su trabajo en el Edificio Sullivan como parte de Newark FAMFEST. 
• 5 de junio de 2015: los participantes de la escuela secundaria de Arquitectura Camp de la Escuela de Arquitectura Knowlton de la Universidad Estatal de Ohio pasaron el día en el Edificio Sullivan y también diseñaron un programa para su reutilización. 
• 22 de agosto de 2015: La celebración centenaria del banco de joyas de Newark de Louis Sullivan se celebra con programas en la Biblioteca del Condado de Licking y visitas a bancos. 
Planificación de un nuevo hogar para Explore Licking County. . .
• Junio - octubre de 2016: se completa la rehabilitación del sótano. 
• Noviembre de 2016: se implementan un plan maestro y una estimación de presupuesto para completar la restauración del Edificio Sullivan. 
• 2017: se lanza una campaña para recaudar fondos para transformar el edificio en el hogar del condado de Explore Licking, creando un centro de turismo y un lugar de reunión pública con áreas de reunión, exhibiciones, locales comerciales y baños. 
• 2018 y más allá: la restauración comenzará en el exterior. La fase final incluirá renovaciones en el interior y la construcción del anexo adyacente de la Fundación LeFevre, que alberga un ascensor para que el edificio sea accesible para todos. 
Para obtener más información sobre los planes de restauración del Edificio Louis Sullivan de Newark, visite http://www.thelcfoundation.org/aboutthefoundation/louis-sullivan-building-of-newark/history.html Archivado el 30 de junio de 2020 en Wayback Machine.

## Imágenes

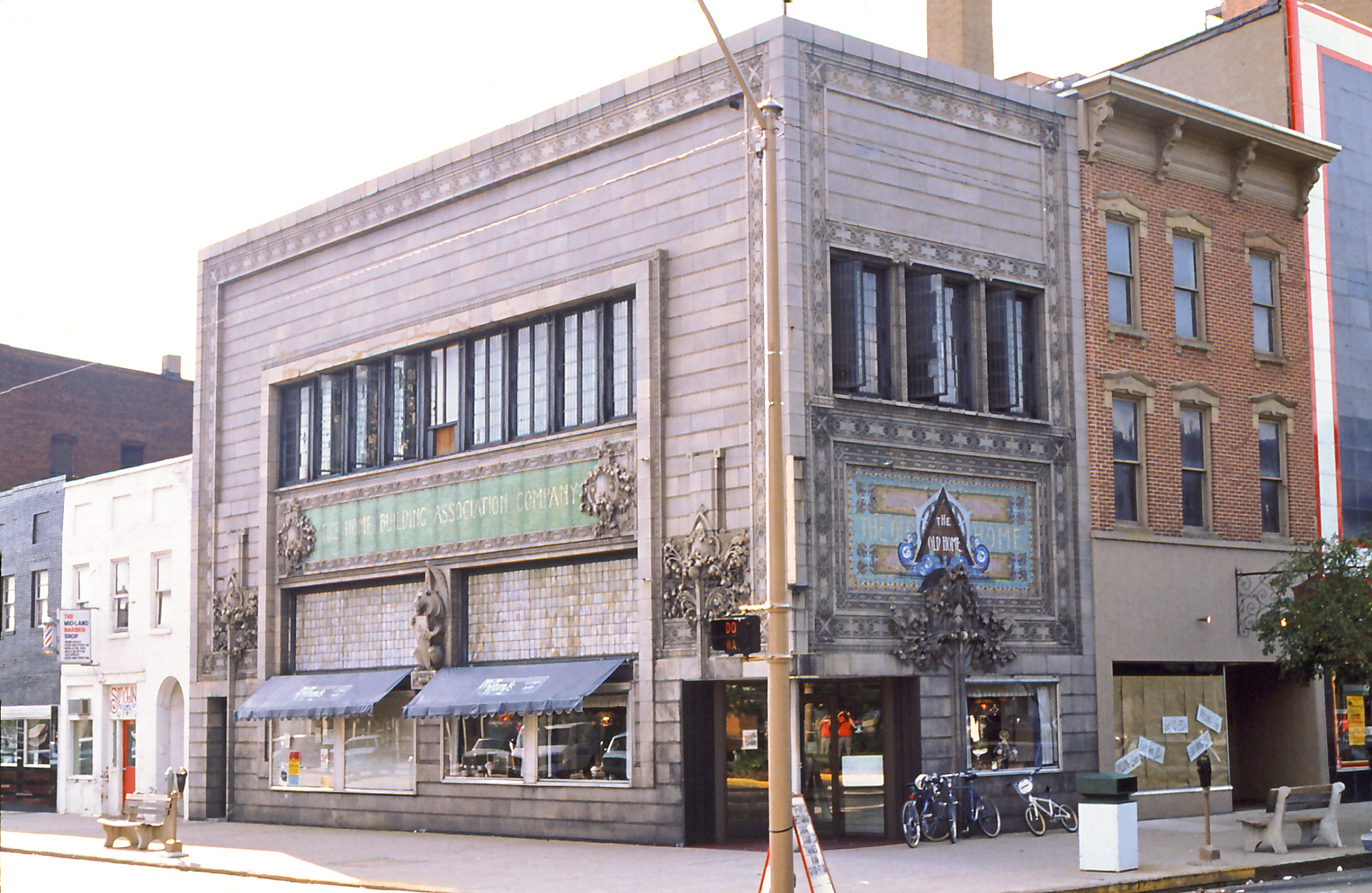
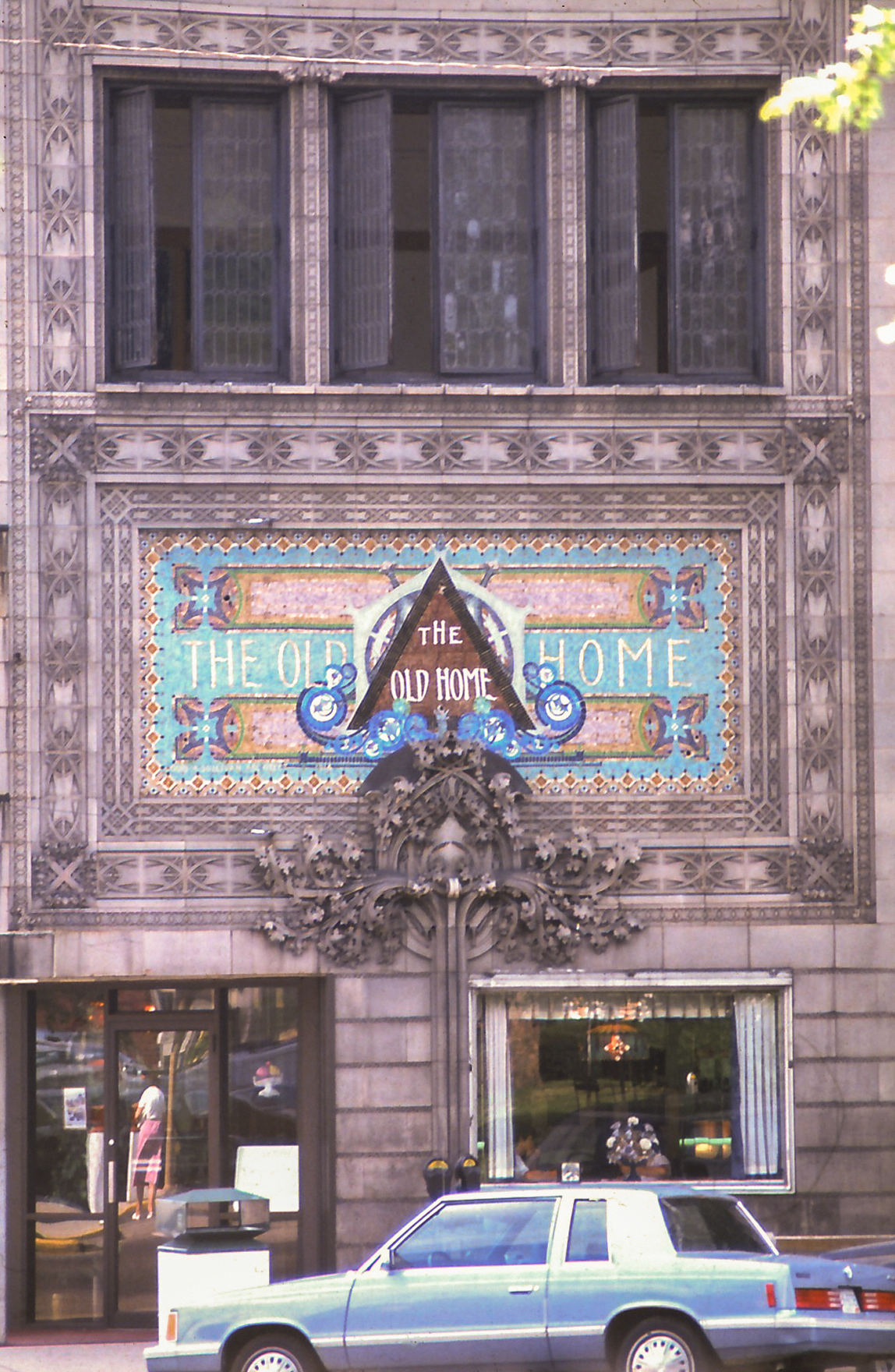
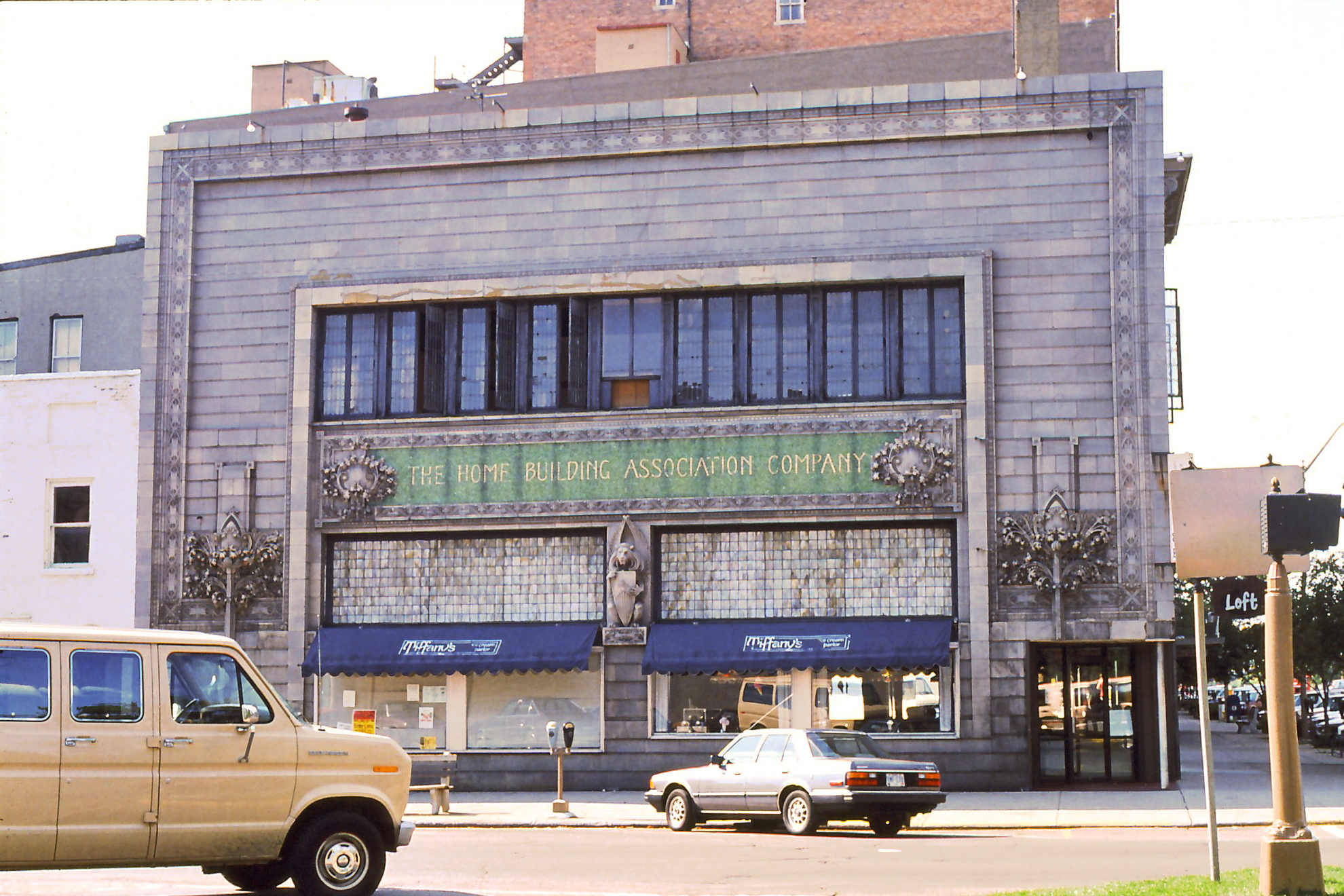
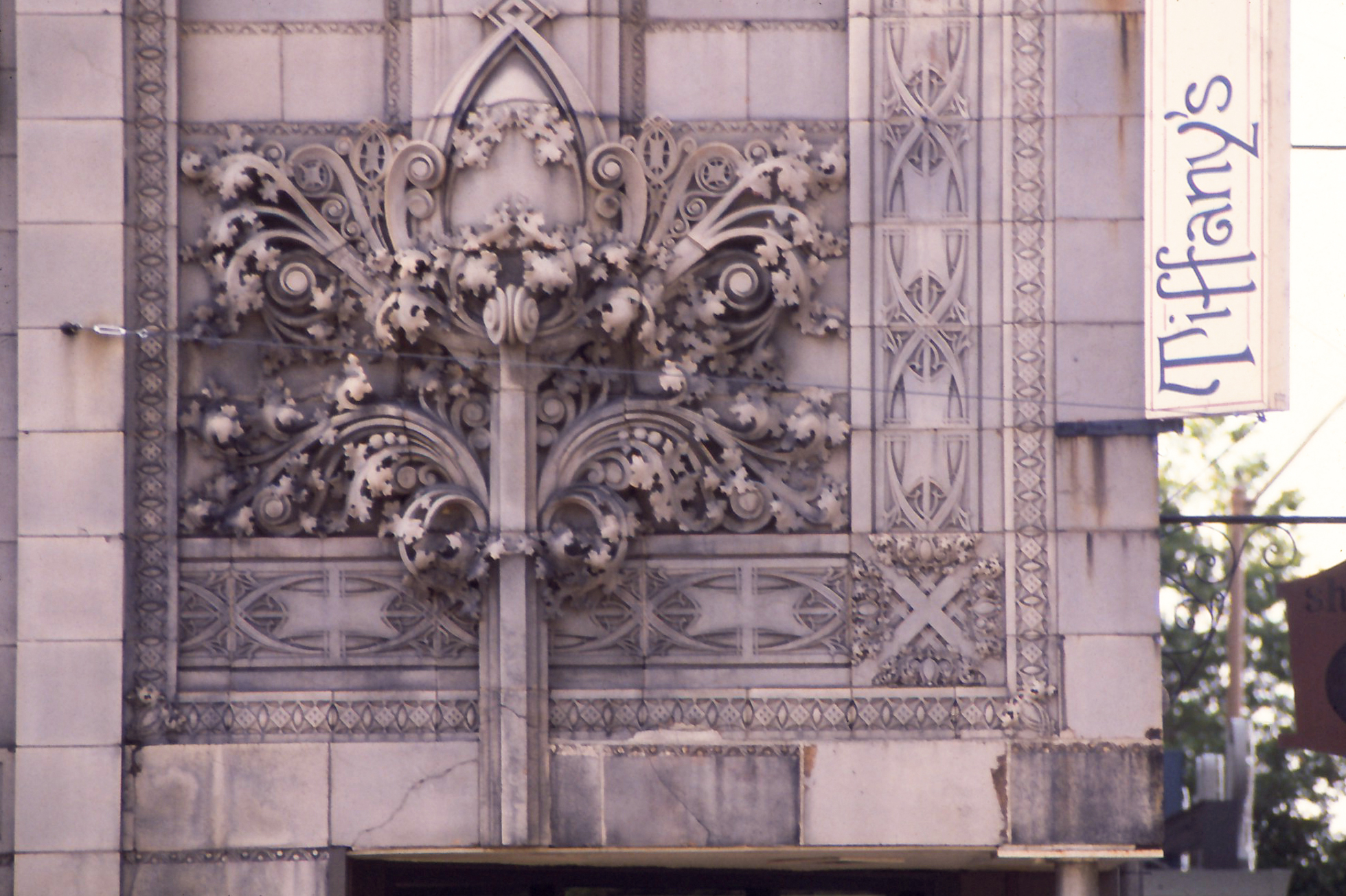
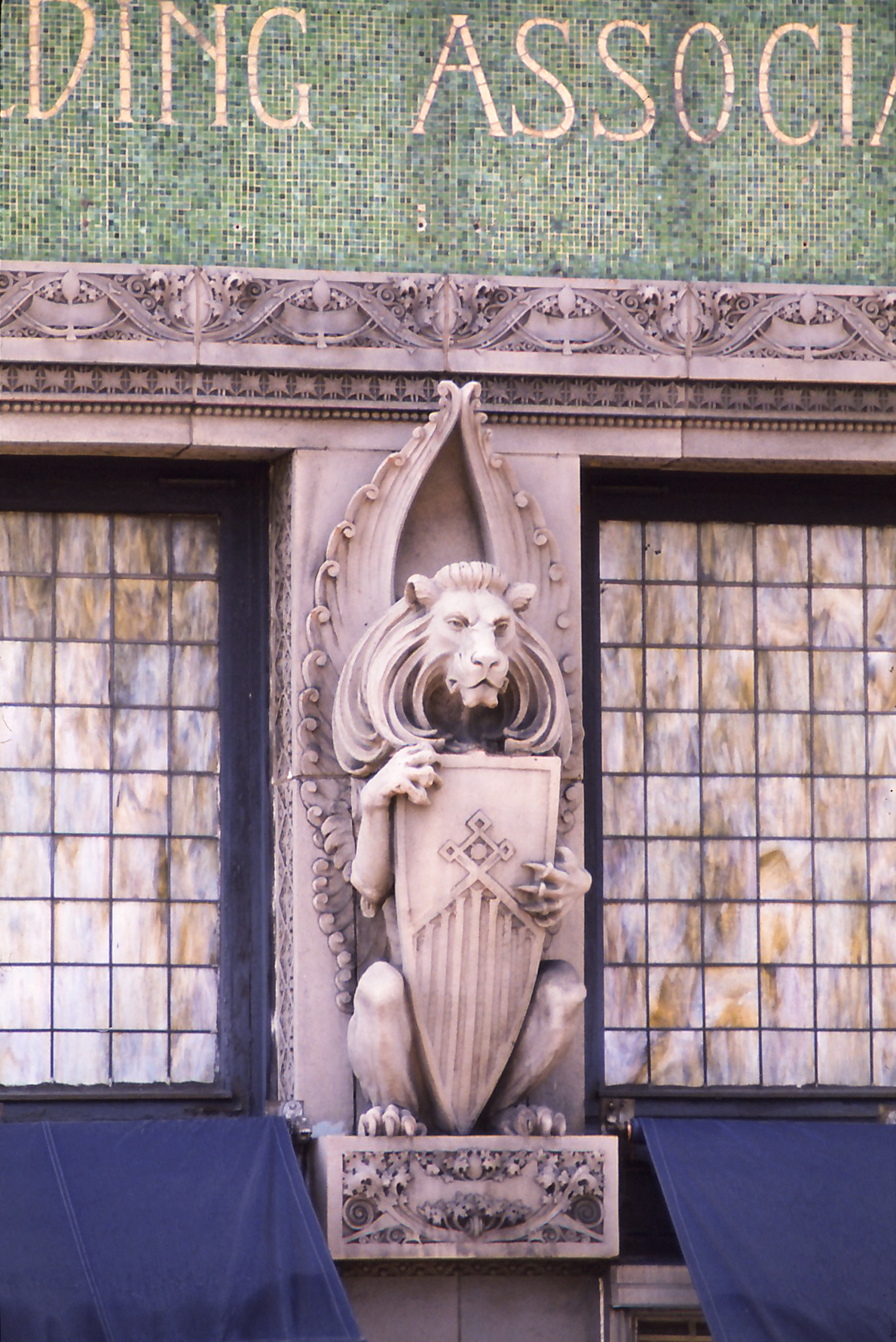
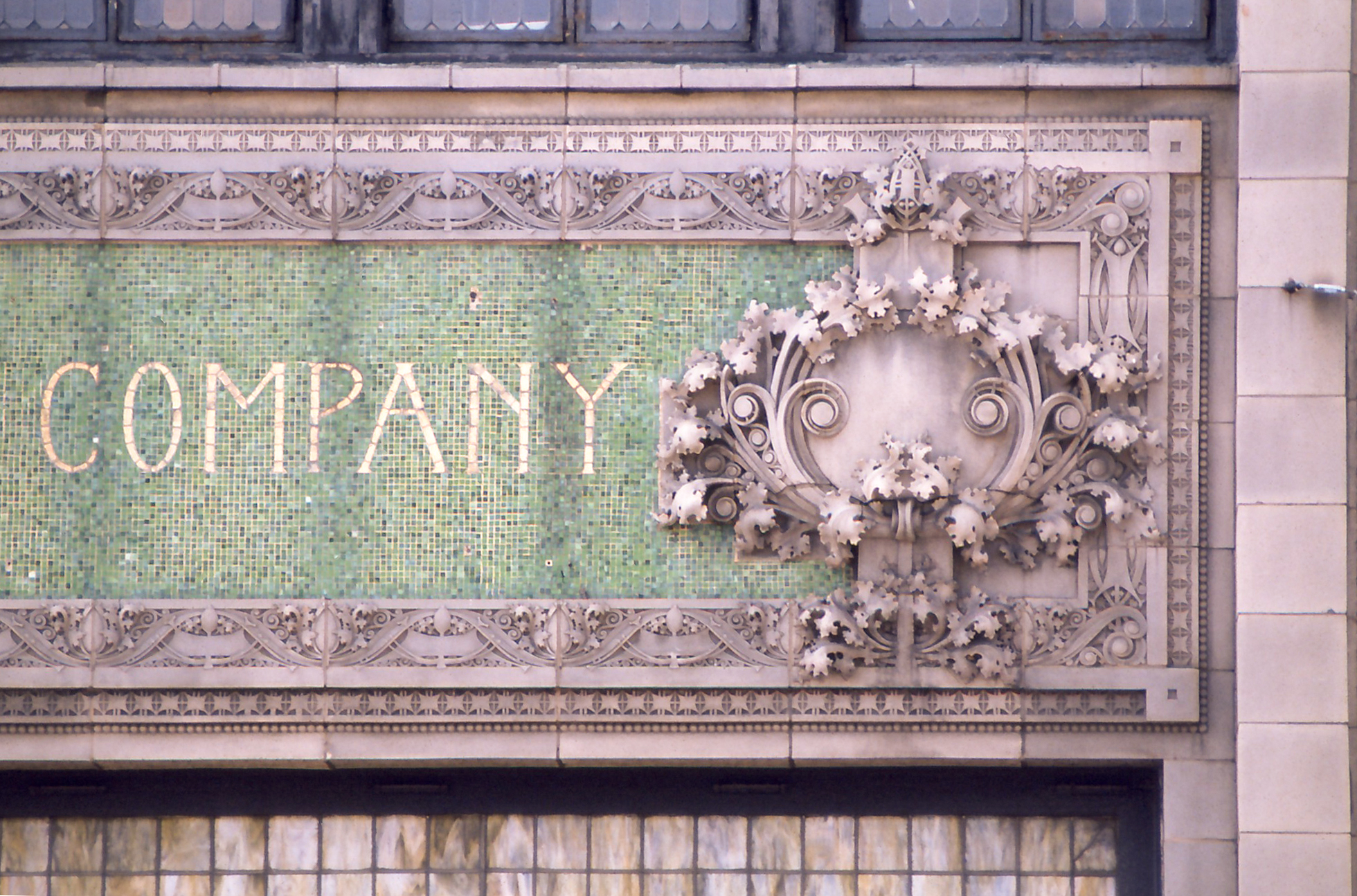
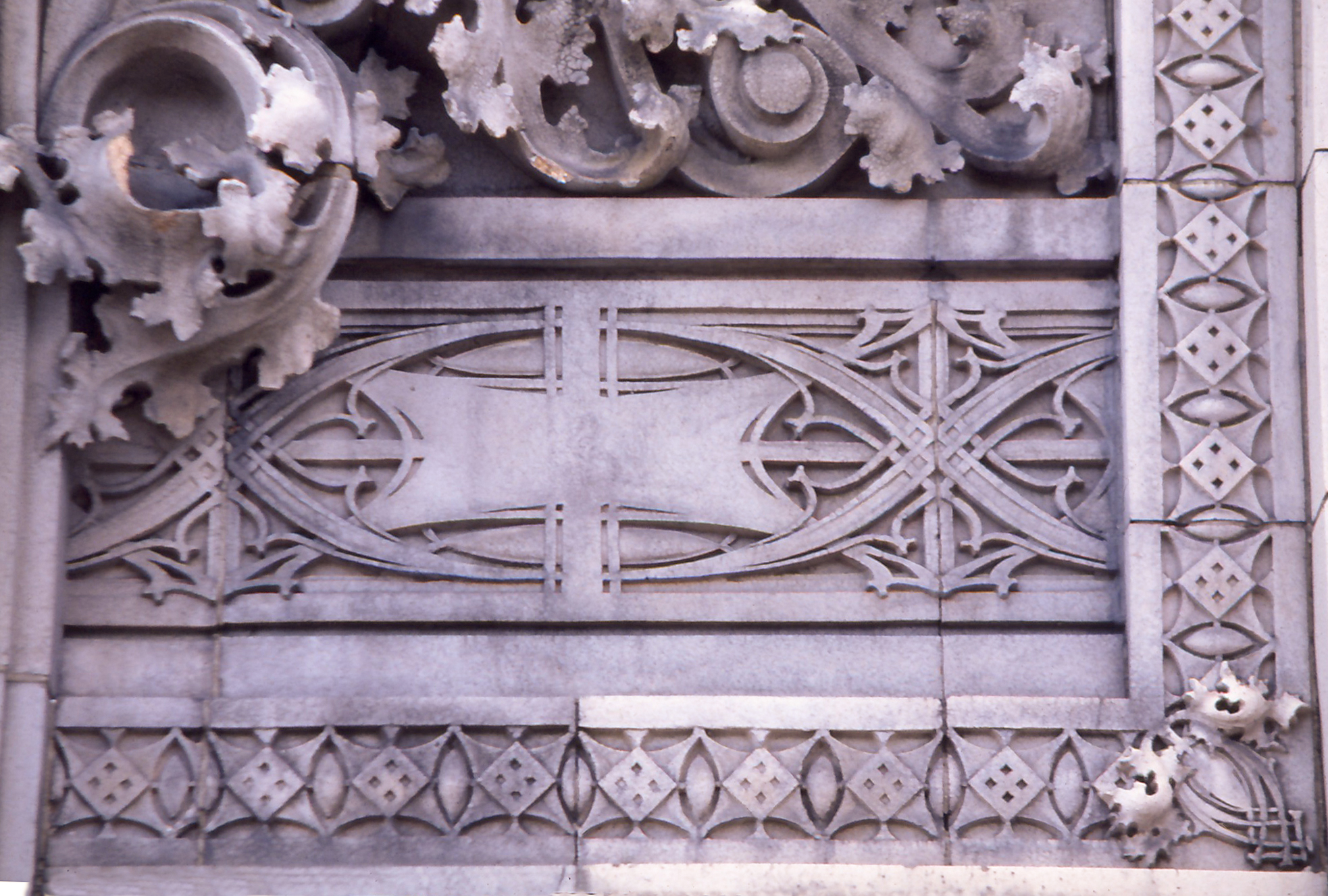
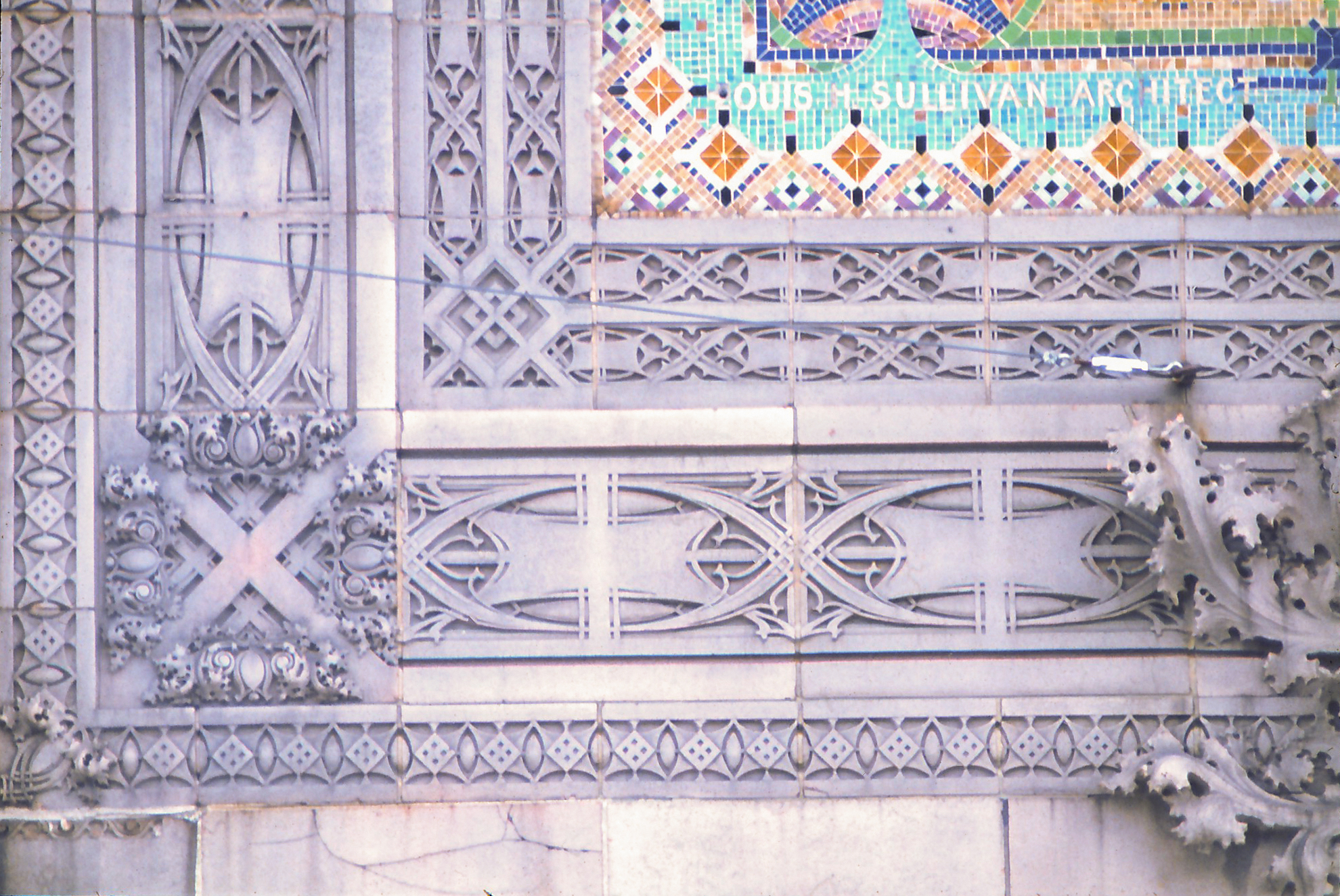
Signature

## Otros "joyeros" de Louis Sullivan
- Farmers and Merchants Bank, Columbus, Wisconsin (1919)
- Edificio Henry Adams, Algona, Iowa (1913)
- Banco Nacional de Comerciantes, Grinnell, Iowa (1914)
- National Farmer's Bank, Owatonna, Minnesota (1908)
- Asociación Federal de Ahorros y Préstamos del Pueblo, Sidney, Ohio (1918)
- Peoples Savings Bank, Cedar Rapids, Iowa (1912)
- Purdue State Bank, West Lafayette, Indiana (1914)

## Otras lecturas
- Elia, Mario Manieri, Louis Henry Sullivan, Princeton Architectural Press, Princeton NY, 1996
- Kvaran, Einar Einarsson, The Louis Sullivan Pilgrimage, manuscrito inédito
- Morrison, Hugh, "Louis Sullivan: Profeta de la arquitectura moderna", WW Norton and Company, Nueva York, 1963
- Tebben, Joseph R., "The Old Home: Louis Sullivan's Newark Bank", McDonald & Woodward Publishing Company, Newark OH, 2014
- Twombly, Robert, Louis Sullivan: su vida y obra, Elizabeth Sifton Books - Viking, Nueva York, 1986
- Vinci, John, "The Art Institute of Chicago: The Stock Exchange Trading Room", The Art Institute of Chicago, Chicago IL, 1977

- Datos: Q5888266
- Multimedia: Home Building Association Bank / Q5888266